# Li Li Leung
Li Li Leung (1973-1974) es una empresaria y exgimnasta estadounidense. El 8 de marzo de 2019 fue elegida presidenta y CEO de USA Gymnastics, la federación de Gimnasia artística de Estados Unidos. Anteriormente, había sido vicepresidenta de la NBA.

## Biografía
Leung comenzó muy pronto la práctica de la gimnasia artística. Con solo 15 años Li Leung participó en los Juegos Panamericanos Júnior, celebrados en Puerto Rico en 1988, donde obtuvo la tercera plaza en all-around. Más tarde, asistió a la Universidad de Míchigan, donde compitió en el Michigan Wolverines, el equipo de gimnasia de mujeres. En Míchigan, fue tres veces ganadora de los premios de la Big Ten Conference. Se graduó en Psicología por la Universidad de Míchigan en 1995. También realizó un máster en la Universidad de Massachusetts Amherst, donde obtuvo un MBA en Negocios y Gestión Deportiva en 2003 en la Escuela Isenberg. 

## USA Gymnastics
Presidenta y CEO de la USA Gymnastics desde el 8 de marzo de 2019, en agosto de 2019 hubo de hacer frente a las acusaciones de maltrato verbal y emocional contra la entrenadora del equipo femenino, Maggie Haney.